# Serce Podilla Winnica
WK Serce Podilla (ukr. ВК Серце Поділля) – ukraiński klub siatkarski z Winnicy założony w 2007 roku pod nazwą WK Eko-Dim (ukr. ВК ЕкоДім). Wicemistrz Ukrainy i finalista Pucharu Ukrainy w sezonie 2018/2019.
Klub w najwyższej klasie rozgrywkowej na Ukrainie – Superlidze – zadebiutował w sezonie 2017/2018. Wówczas też przyjął nazwę Serce Podilla. W Superlidze występował przez cztery sezony. Po zakończeniu sezonu 2020/2021 wycofał się z rozgrywek i ogłosił zakończenie działalności.
Drużyna mecze domowe rozgrywała w hali sportowej Państwowego Uniwersytetu Pedagogicznego w Winnicy.

## Historia
Klub pod nazwą EkoDim założony został w 2007 roku. W latach 2010–2016 startował w amatorskiej lidze "A-piłon" (А-пілон), a od sezonu 2014/2015 także w wyższej lidze amatorskiej Ukrainy (Вища аматорська ліга України). W sezonie 2012/2013 zajął 3. miejsce w lidze "A-piłon", a w trzech kolejnych sezonach zdobywał srebrne medale. W sezonach 2014/2015 i 2015/2016 został mistrzem wyższej ligi amatorskiej Ukrainy.
W sezonie 2016/2017 drużyna brała udział w profesjonalnej wyższej lidze – drugim poziomie rozgrywek klubowych. Zajęła w niej 1. miejsce, tym samym uzyskała prawo gry w Superlidze. Doszła również do półfinału Pucharu Ukrainy. W sezonie 2017/2018 zadebiutowała w najwyższej klasie rozgrywkowej pod nazwą Serce Podilla, kończąc rozgrywki na 4. miejscu. W sezonie 2018/2019 została wicemistrzem Ukrainy, a także zagrała w finale Pucharu Ukrainy, w którym przegrała z klubem Barkom-Każany Lwów. W niedokończonym z powodu pandemii COVID-19 sezonie 2019/2020 w fazie zasadniczej zajęła 3. miejsce. W kolejnym sezonie natomiast zmagania w Superlidze zakończyła na 7. pozycji.
Po zakończeniu sezonu 2020/2021 klub wycofał się z rozgrywek i zakończył swoją działalność.

## Bilans sezonów
| Sezon     | Rozgrywki ligowe | Rozgrywki ligowe | Puchar      |
| Sezon     | Poziom           | Miejsce          | Puchar      |
| --------- | ---------------- | ---------------- | ----------- |
| 2016/2017 | Wyższa liga      | 1/16             | półfinał    |
| 2017/2018 | Superliga        | 4/8              | ćwierćfinał |
| 2018/2019 | Superliga        | 2/8              | finał       |
| 2019/2020 | Superliga        | — (3/8)          | IV runda    |
| 2020/2021 | Superliga        | 7/10             | IV runda    |

Poziom rozgrywek:
     pierwszy poziom
     drugi poziom

## Osiągnięcia
- Mistrzostwa Ukrainy
  -  2. miejsce (1x): 2019
- Puchar Ukrainy
  -  2. miejsce (1x): 2019
- Superpuchar Ukrainy
  -  2. miejsce (1x): 2019